# Glücksburg (Schiff, 1968)
Das Trossschiff Glücksburg war von 1968 bis 2001 ein Versorgungsschiff der Deutschen Marine und wurde nach der Stadt Glücksburg an der Flensburger Förde benannt.

## Das Schiff
Der Versorger Glücksburg war der vierte von insgesamt acht Versorgern der Lüneburg-Klasse. Als Teil des Bauprogramms Klasse 701 wurde das Schiff gebaut und am 9. Juli 1968 mit der Schiffskennung A 1414 und dem internationalen Rufzeichen DSFQ in Dienst gestellt. Die Glücksburg unterstand dem 1. Versorgungsgeschwader in Kiel, wurde jedoch im Stützpunkt Olpenitz an der Ostsee stationiert. Mitte des Jahres 1975 folgte ein Unterstellungswechsel zum 2. Versorgungsgeschwader im Stützpunkt Wilhelmshaven.
Vom August 1976 bis April 1977 wurde die Glücksburg aufgrund von gestiegenen Versorgungsanforderungen der Flotte um 10 m verlängert und fortan als Einheit der Klasse 701 C geführt. Im Jahr 1981 erhielt die Glücksburg aufgrund umfangreicher Neuorganisation der internationalen Rufzeichen der NATO das neue Rufzeichen DRKD zugeordnet. Mitte des Jahres 1995 fand die Umstrukturierung vom Boot zum Schiff statt, wodurch auch der Posten des 1. Offiziers an Bord eingerichtet wurde.
Am 1. April 1997 folgte die Unterstellung zum Trossgeschwader der Zerstörerflottille in Wilhelmshaven. Hier blieb sie bis zu ihrer Außerdienststellung stationiert. Am 1. Juli 2001 wurde die Glücksburg aus der Fahrbereitschaft genommen und mit mehr als 300.000 Seemeilen am 1. November 2001 außer Dienst gestellt.
Bis zur Verkaufsentscheidung im Mai 2002 an Ägypten lag die Glücksburg im Marinearsenal in Wilhelmshaven. Bis Anfang 2003 wurden aufwändige Umrüstungen, Überholungen und Instandsetzungen am Schiff durchgeführt.
Gemeinsam mit dem Munitionstransporter Halaib (ex Odenwald) verließ die Glücksburg im April 2003, nun unter ägyptischer Flagge, mit einer neuen Besatzung und unter ihrem neuen Namen Shalatein Wilhelmshaven in Richtung Mittelmeer.

### Transportkapazität
- 1.200 m³ Kraftstoff,
- 200 m³ Frischwasser,
- 400 t Munition,
- 1.000 t Versorgungsgüter

### Das Wappen

Das Wappen der Glücksburg
Wappen der Stadt Glücksburg

Das Wappen, das die Glücksburg schmückte, ist das Wappen der schleswig-holsteinischen Patenstadt Glücksburg. Es zeigt einen goldenen Schild mit einem roten aufrecht gestellten Rost mit 16 quadratischen Feldern, dessen Griff nach unten zeigt. Der Rost ist glühend. Genannt wird das Wappen „Der Rost des  Laurentius“. Das einfache, ausdrucksvolle Wappenbild bezieht sich auf ein 1210 gegründete Zisterzienserkloster dessen Schutzheiliger der heilige Laurentius war.

### Die Schwesterschiffe
- A 1411 Lüneburg (1965–1994)
- A 1412 Coburg (1965–1991)
- A 1413 Freiburg (1966–2003)
- A 1415 Saarburg (1966–1994)
- A 1416 Nienburg (1966–1998)
- A 1417 Offenburg (1966–1993)
- A 1418 Meersburg (1966–2004)

## Die Besatzung
Die übliche Besatzung des Schiffs bestand aus 99 Soldaten, davon:
- 7 Offiziere
- 11 Portepee-Unteroffiziere
- 26 Unteroffiziere
- 55 Mannschaftsdienstgrade

### Die Kommandanten
In den 35 Dienstjahren der Glücksburg taten 17 Kommandanten ihren Dienst an Bord.
| Nr. | Name                     | Dienstgrad                        | Zeitraum                |
| --- | ------------------------ | --------------------------------- | ----------------------- |
| 1   | Rudi-Ortwin Dannenberg   | Korvettenkapitän                  | 09.07.1968 – 03.04.1969 |
| 2   | Johannes Dohrn           | Korvettenkapitän                  | 04.04.1969 – 31.03.1971 |
| 3   | Karl-Friedrich Fendler   | Korvettenkapitän                  | 15.04.1971 – 22.10.1973 |
| 4   | Dieter Kraft             | Korvettenkapitän                  | 21.10.1973 – 24.06.1975 |
| 5   | Peter Witt               | Korvettenkapitän                  | 25.06.1975 – 30.09.1975 |
| 6   | Friedrich-Karl Teichmann | Fregattenkapitän                  | 01.10.1975 – 30.09.1978 |
| 7   | Hans-Wilhelm Krökell     | Kapitänleutnant, Korvettenkapitän | 01.10.1978 – 27.08.1981 |
| 8   | Gerhard Müller           | Kapitänleutnant, Korvettenkapitän | 27.08.1981 – 31.03.1987 |
| 9   | Werner Escherlor         | Korvettenkapitän                  | 01.04.1987 – 29.06.1990 |
| 10  | Jörg- E. Richter         | Korvettenkapitän                  | 29.06.1990 – 31.10.1991 |
| 11  | Rolf Gerriets            | Kapitänleutnant (in Vertretung)   | 01.11.1991 – 08.11.1991 |
| 12  | Ingo Ullrich             | Kapitänleutnant (in Vertretung)   | 09.11.1991 – 28.11.1991 |
| 13  | Bernd Telschow           | Kapitänleutnant, Korvettenkapitän | 29.11.1991 – 04.10.1994 |
| 14  | Torsten Eickriede        | Kapitänleutnant, Korvettenkapitän | 04.10.1994 – 18.12.1997 |
| 15  | Peter Ehring             | Fregattenkapitän                  | 18.12.1997 – 02.12.1998 |
| 16  | Karsten Logemann         | Kapitänleutnant, Korvettenkapitän | 02.12.1998 – 05.01.2000 |
| 17  | Wolfgang Telschow        | Kapitänleutnant, Korvettenkapitän | 05.01.2000 – 01.11.2001 |

### Die ehemalige Besatzung
Im Jahr 2002 entstand ein Internetauftritt ehemaliger Besatzungsmitglieder der Glücksburg: A1414.net. Diese Gruppe formierte sich 2007 zur „Bordgemeinschaft Troßschiff Glücksburg“. Die Bordgemeinschaft versucht das Andenken und die Geschichte des Schiffs zu bewahren und jährlich ein Treffen auszurichten.